# Carlo Restelli
Carlo Restelli (Rockland, 11 aprile 1880 – Porto Ceresio, 5 settembre 1933) è stato un anarchico italiano.

## Biografia
Carlo Restelli, detto "Charlie", nasce a Rockland (Maine) nel 1880 da una famiglia italiana originaria di Besano (Valceresio) e emigrata negli Stati Uniti. 
Lavora come scalpellino nelle cave di Barre, nel Vermont, dove aderisce al movimento anarchico. Nel 1906 ritorna in Italia e si trasferisce a Besano dove collabora alla Scuola Moderna (anche detta Scuola razionalista) di Clivio, fondata da Francisco Ferrer.
Nel 1916 si rifugia in Svizzera, dove sarà coinvolto per il processo dell'affare delle "bombe di Zurigo", ma viene scarcerato  pochi giorni prima del processo.
Viene ucciso dalle Guardie di confine italiane a Porto Ceresio nel settembre 1933, nel tentativo di entrare clandestinamente in Svizzera.
Alla vita di Restelli è dedicato il libro Infinita tristezza. Vita e morte di uno scalpellino anarchico, pubblicato da Pagine marxiste nel 2019.